# Молдовану, Бенни
Бенни Молдовану (нем. Benny Moldovanu) — немецкий экономист.
Бакалавр (1986) и магистр (1989) Еврейского университета в Иерусалиме; доктор философии (1991) Боннского университета. Преподавал в Боннском (1991—1995) и Мангеймском (с 2002) университетах. Лауреат премии Госсена (2004).

## Основные произведения
- «Замечание о теореме Аумана и Дрезе» (A Note on a Theorem of Aumann and Dreze, 1989);
- «Уильям Викри и теория аукциона» (William Vickrey und die Auktionstheorie, 1996).